# Танзанија на Светском првенству у атлетици на отвореном 2019.
Танзанија је учествовала на 17. Светском првенству у атлетици на отвореном 2019. одржаном у Дохи од 27. септембра до 6. октобра седамнаести пут, односно учествовала је на свим првенствима до данас. Репрезентацију Танзаније представљала су 4 атлетичара (3 мушкараца и 1 жена) који су се такмичили у маратону.,
На овом првенству такмичари Танзаније нису освојили ниједну медаљу нити су остварили неки резултат.

## Учесници
| Мушкарци: - Алфонсе Феликс Симбу — Маратон - Стефно Гванду Хуче — Маратон - Пауло Аугустино Суле — Маратон | Жене: - Фаилуна Абди Матанга — Маратон |

## Резултати

### Мушкарци
| Атлетичар            | Дисциплина | Лични рекорд | Квалификације      | Квалификације      | Полуфинале | Полуфинале | Финале   | Финале       | Детаљи |
| Атлетичар            | Дисциплина | Лични рекорд | Резултат           | Место              | Резултат   | Место      | Резултат | Место        | Детаљи |
| -------------------- | ---------- | ------------ | ------------------ | ------------------ | ---------- | ---------- | -------- | ------------ | ------ |
| Алфонсе Феликс Симбу | Маратон    | 2:08:27      |                    |                    |            |            | 2:13:57  | 15 / 55 (73) |        |
| Стефно Гванду Хуче   | Маратон    | 2:12:24      | Нису завршили трку | Нису завршили трку |            |            |          |              |        |
| Пауло Аугустино Суле | Маратон    | 2:07:46 НР   | Нису завршили трку | Нису завршили трку |            |            |          |              |        |

### Жене
| Атлетичарка     | Дисциплина | Лични рекорд | Квалификације | Квалификације | Полуфинале | Полуфинале | Финале             | Финале             | Детаљи |
| Атлетичарка     | Дисциплина | Лични рекорд | Резултат      | Место         | Резултат   | Место      | Резултат           | Место              | Детаљи |
| --------------- | ---------- | ------------ | ------------- | ------------- | ---------- | ---------- | ------------------ | ------------------ | ------ |
| Фаилуна Матанга | Маратон    | 31:47,37     |               |               |            |            | Није завршила трку | Није завршила трку |        |